# Dolichopteryx pseudolongipes
Dolichopteryx pseudolongipes är en fiskart som beskrevs av Fukui, Kitagawa och Nikolai V. Parin 2008. Dolichopteryx pseudolongipes ingår i släktet Dolichopteryx och familjen Opisthoproctidae. Inga underarter finns listade i Catalogue of Life.